# Antecio

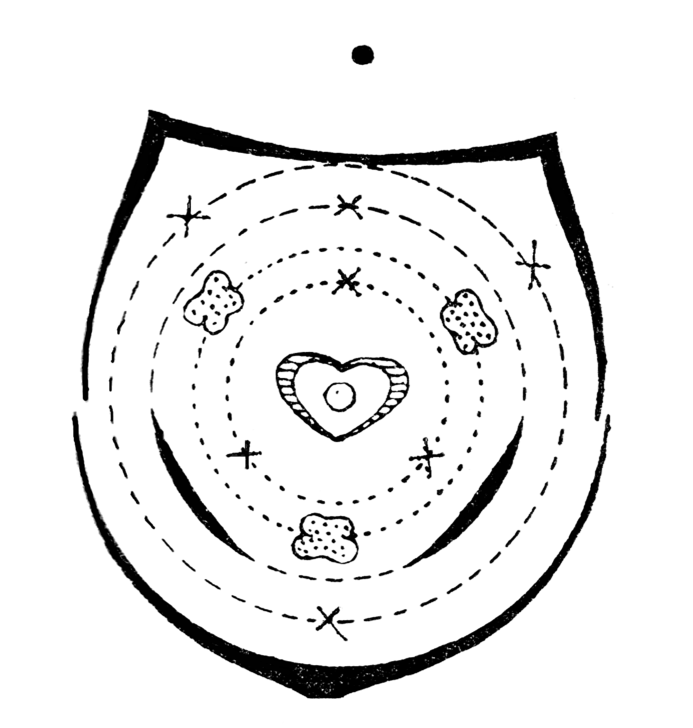
Diagrama de un antecio de Avena.

En botánica, se denomina antecio a la casilla floral formada por dos brácteas: la lemma y la pálea en la espiguilla de una gramínea. Por dentro del antecio se ubica la flor, constituida por un gineceo con un ovario globoso o piriforme que lleva un corto estilo y dos estigmas plumosos; el androceo, conformado en general por tres estambres y las lodículas o glumelulas, restos evolutivos de un perianto que tienen como función abrir el antecio durante la floración.